# Miitopia
Miitopia ist ein Rollenspiel, das von Nintendo ursprünglich für die Handheld-Konsole Nintendo 3DS entwickelt und veröffentlicht wurde. Die 3DS-Version wurde 2016 in Japan und im folgenden Jahr weltweit veröffentlicht, wobei 2021 eine remasterte Version für die Nintendo Switch veröffentlicht wurde. Das Spiel bietet anpassbare Mii-Charaktere in einem rundenbasierten Kampfsystem, das der Geschichte einer Gruppe von Helden folgt, die gegen einen Charakter kämpfen, der als Dunkler Lord bekannt ist und die Gesichter der Bewohner von Miitopia stiehlt. Das Spiel erhielt gemischte Kritiken, wobei Kritiker die kreativen Lebenssimulationselemente und den Humor lobten, während sie das Kampfsystem und die Wiederholung kritisierten.

## Spielprinzip
Miitopia ist ein Rollenspiel mit Lebenssimulationselementen. Man beginnt mit Standard-Charakterklassen wie Kriegern und Magiern sowie eher neuen wie Dieb oder Koch. Im Laufe des Spiels erscheinen weitere Klassen. Spielbare Charaktere werden mit einem Mii-Avatar erstellt und haben bestimmte Persönlichkeitsmerkmale, die ihre Rolle im Kampf beeinflussen. Ähnlich wie bei Tomodachi Life wirken sich die Beziehungen zwischen Miis außerhalb des Kampfes auf das Spiel aus: Wenn Miis zum Beispiel nicht miteinander auskommen, kann dies den Kampf erschweren. Miitopia unterstützt die Möglichkeit, Miis und ihre Eigenschaftseinstellungen aus Tomodachi Life sowie aus der Freundesliste eines Spielers zu importieren. Im Spiel gibt es "Szenen" vor der in einem kleinen Text für jeden neuen Charakter, der jedoch noch nichts über die Handlung verrät. Dem entsprechend kann man seine Figuren im Aussehen und Namen seiner Laune nach anpassen, den es wird auch veräten welche Rolle sie spielen oder ob sie einen nett behandeln oder eher nicht.

Das Mii Logo, nicht das Logo des Spieles

Das Spiel unterstützt Nintendos Amiibo-Figuren, mit denen Spieler einzigartige Kosmetika auf ihren Miis verwenden können. Das Nintendo-Switch-Remaster führt außerdem eine neue Make-up- und Perückenfunktion ein, mit der Spieler ihre Charaktere im Spiel weiter anpassen kann.

## Rezeption
Miitopia erhielt laut Metacritic durchschnittliche Kritiken. Famitsu bewertete beide Versionen mit 31/40 Punkten.
Viele Kritiker haben Vergleiche zwischen Miitopia und Tomodachi Life gezogen, da die beiden Miis beinhalten und ähnliche Mechaniken haben. Jeff Cork von Game Informer beschrieb Miitopia als eine Mischung aus Tomodachi Life und einem Rollenspiel der alten Schule, die ein "einfaches, aber effektives" Spielerlebnis ermöglicht. Jonathan Leack von GameRevolution gab dem Spiel 2,5/5 Punkten.

## Belege
1. 1 2  Miitopia for 3DS Reviews. In: Metacritic. Abgerufen am 14. August 2023 (englisch).
2. ↑  Miitopia for Switch Reviews. In: Metacritic. Abgerufen am 14. August 2023 (englisch).
3. ↑  CJ Andriessen: Review: Miitopia. In: Destructoid. 27. Juli 2017, abgerufen am 14. August 2023 (englisch).
4. 1 2  Sal Romano: Famitsu Review Scores: Issue 1461. Gematsu, 29. November 2016, abgerufen am 14. August 2023 (englisch).
5. 1 2  Jeff Cork: Miitopia Miis Face A Long, Quirky Journey. In: Game Informer. 28. Juli 2017, abgerufen am 14. August 2023 (englisch).
6. 1 2  Jonathan Leack: Miitopia Review – You and Your Friends on a Forgettable Adventure. In: Game Revolution. 27. Juli 2017, abgerufen am 14. August 2023 (englisch).
7. ↑  Heidi Kemps: Miitopia Review. In: GameSpot. 29. Juli 2017, abgerufen am 14. August 2023 (englisch).
8. ↑  Bryan Rose: Miitopia (3DS) Review. In: Nintendo World Report. 27. Juli 2017, abgerufen am 14. August 2023 (englisch).
9. ↑  Allegra Frank: Miitopia review. In: Polygon. 27. Juli 2017, abgerufen am 14. August 2023 (englisch).